# Ральф Лаурушкат
Ральф Лаурушкат (нім. Ralf Lauruschkat, 27 січня 1950) — західнонімецький хокеїст на траві. Грав за клуб «Рот-Вайс» з Кельна. Бронзовий призер Чемпіонату світу 1975 року. Увійшов до складу збірної ФРН на літніх Олімпійських іграх 1976 у Монреалі, де вона посіла 5-те місце. Грав у полі, зіграв 6 матчів і забив 2 голи (по одному у ворота збірних Бельгії та Іспанії).
Чемпіон Європи з індорхокею 1976 року